# Lietuvos Taurė 2018
La Lietuvos Taurė 2018 è stata la 30ª edizione del torneo. La competizione è iniziata il 25 aprile 2018 e si è conclusa il 30 settembre 2018 con la finale. Lo Žalgiris ha vinto il trofeo per la dodicesima volta nella sua storia.

## Primo turno
| Squadra 1            | Risultato | Squadra 2            |
| -------------------- | --------- | -------------------- |
| 25 aprile 2018       |           |                      |
| Akmenės              | 3 - 6     | FA Šiauliai          |
| 27 aprile 2018       |           |                      |
| Merkys               | 0 - 7     | DFK Dainava          |
| Banga Gargždai       | 4 - 3     | Džiugas Telšiai      |
| Geležinis Vilkas     | 0 - 8     | Sveikata             |
| Panerys Vilnius      | 4 - 1     | Koralas              |
| 28 aprile 2018       |           |                      |
| Šilas Kazlų Rūda     | 4 - 3     | Ateitis              |
| Kėdainiai            | 4 - 1     | Šilutė               |
| 29 aprile 2018       |           |                      |
| Širvėna              | 0 - 2     | Vytis                |
| Švyturys Marijampolė | 1 - 5     | Kupiškis             |
| 1º maggio 2018       |           |                      |
| Adiada Šiauliai      | 0 - 5     | Minija Kretinga      |
| ŠSPC Radviliškis     | 0 - 3     | Utenis Utena         |
| Atmosfera Mažeikiai  | 1 - 5     | Panevėžys            |
| Sakuona              | 2 - 1     | BFA                  |
| Baltai Kaišiadorys   | 0 - 1     | Saulininkas Šiauliai |
| Vova Vilnius         | 1 - 3     | Tera Vilnius         |
| VGTU Vilkai          | 0 - 1     | Viltis               |

## Secondo turno
| Squadra 1            | Risultato       | Squadra 2        |
| -------------------- | --------------- | ---------------- |
| 24 maggio 2018       |                 |                  |
| FA Šiauliai          | 0 - 7           | Sūduva           |
| 25 maggio 2018       |                 |                  |
| Šilas Kazlų Rūda     | 1 - 2 (dts)     | Pakruojis        |
| Elektrenu Versme     | 3 - 1           | Tera-Griunvaldas |
| 26 maggio 2018       |                 |                  |
| Sakuona              | 1 - 5           | Nevėžis          |
| Babrungas Plungė     | 5 - 3           | Sveikata         |
| Kėdainiai            | 0 - 6           | Stumbras         |
| Minija Kretinga      | 0 - 3           | Žalgiris         |
| Viltis               | 1 - 0           | Utenis Utena     |
| Vytis                | 1 - 7           | Atlantas         |
| 27 maggio 2018       |                 |                  |
| Panevėžys            | 0 - 0 (3-4 dtr) | Palanga          |
| Pramogos SC          | 1 - 2           | Banga Gargždai   |
| Hegelmann Litauen    | 0 - 1           | Kupiskis         |
| Panerys Vilnius      | 0 - 1           | Trakai           |
| TOP Kickers          | 2 - 7           | Kauno Žalgiris   |
| 28 maggio 2018       |                 |                  |
| Saned Joniškis       | 0 - 9           | DFK Dainava      |
| Saulininkas Šiauliai | 2 - 11          | Lietava Jonava   |

## Ottavi di finale
| Squadra 1        | Risultato | Squadra 2      |
| ---------------- | --------- | -------------- |
| 23 giugno 2018   |           |                |
| Trakai           | 0 - 3     | Sūduva         |
| Kupiskis         | 1 - 7     | Kauno Žalgiris |
| 24 giugno 2018   |           |                |
| Nevėžis          | 0 - 4     | Palanga        |
| 30 giugno 2018   |           |                |
| Banga Gargždai   | 1 - 0     | Pakruojis      |
| 1º luglio 2018   |           |                |
| Babrungas Plungė | 2 - 3     | Viltis         |
| Elektrenu Versme | 0 - 10    | DFK Dainava    |
| Lietava Jonava   | 0 - 5     | Žalgiris       |
| 7 agosto 2018    |           |                |
| Atlantas         | 1 - 3     | Stumbras       |

## Quarti di finale
| Squadra 1         | Risultato | Squadra 2   |
| ----------------- | --------- | ----------- |
| 31 agosto 2018    |           |             |
| Banga Gargždai    | 1 - 2     | DFK Dainava |
| 1º settembre 2018 |           |             |
| Viltis            | 0 - 3     | Stumbras    |
| 2 settembre 2018  |           |             |
| Sūduva            | 1 - 4     | Žalgiris    |
| Kauno Žalgiris    | 2 - 0     | Palanga     |

## Semifinali
Le semifinali sono state sorteggiate il 6 settembre.
| Squadra 1         | Risultato | Squadra 2 |
| ----------------- | --------- | --------- |
| 15 settembre 2018 |           |           |
| Kauno Žalgiris    | 0 - 3     | Žalgiris  |
| 16 settembre 2018 |           |           |
| DFK Dainava       | 0 - 4     | Stumbras  |

## Finale
| Arbitro: | Paškovskis |

|  |           |                                       |
|  | Marcatori | 34’ Šimkovič 43’ Tomić 87’ Marquinhos |